# Go Home
Go Home è una canzone scritta, registrata e prodotta da Stevie Wonder nel 1985, pubblicata come secondo singolo estratto dall'album In Square Circle.
È stato l'ultimo singolo di Stevie Wonder a riuscire ad entrare nella top ten della Billboard Hot 100.

## Tracce
7" Single
1. Go Home - 4:08
2. Go Home (Instrumental) - 3:55

## Classifiche
| Classifica (1986)       | Posizione più alta |
| ----------------------- | ------------------ |
| U.S. Billboard Hot 100  | 10                 |
| U.S. R&B Chart          | 2                  |
| U.S. Adult Contemporary | 1                  |
| U.S. Dance Chart        | 1                  |
| Regno Unito             | 67                 |